# Bidziny
Bidziny – wieś w Polsce, położona w województwie świętokrzyskim, w powiecie opatowskim, w gminie Wojciechowice. Leży przy drodze krajowej nr 74.
Prywatna wieś szlachecka, położona była w drugiej połowie XVI wieku w powiecie sandomierskim województwa sandomierskiego. W latach 1975–1998 miejscowość administracyjnie należała do województwa tarnobrzeskiego.

## Integralne części wsi
| SIMC    | Nazwa              | Rodzaj    |
| ------- | ------------------ | --------- |
| 0809807 | Bidziny-Folwark    | część wsi |
| 0809813 | Bidziny-Kolonia    | część wsi |
| 0809820 | Bidziny Poduchowne | część wsi |
| 0809836 | Duża Strona        | część wsi |
| 0809842 | Gaje               | część wsi |
| 0809859 | Mała Strona        | część wsi |

Znajdują się tu także obiekty fizjograficzne o nazwach: Drugie Półłanki, Łąki Bidzińskie, Ogrody, Pola Małostrońskie, Pola Poduchowne, Półłanki i Trzecie Półłanki.
Przez wieś przebiega zielony szlak rowerowy im. Witolda Gombrowicza, zaczynający się i kończący w Ostrowcu Świętokrzyskim.

## Historia

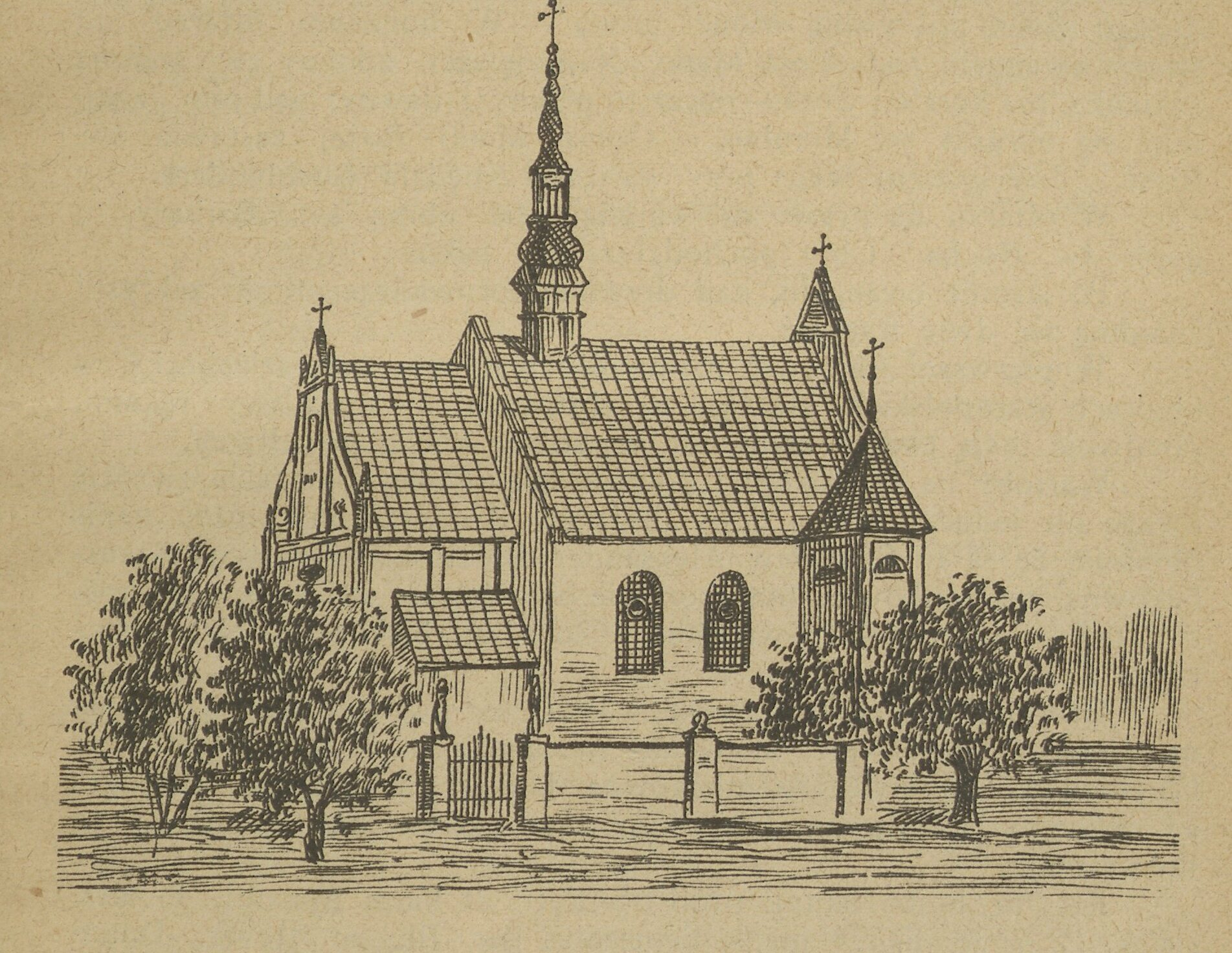
Kościół przed 1907

W 1326 miejscowość została wspomniana w bulli papieża Jana XXII jako Bidin. Wieś była własnością wojewody sandomierskiego Stefana Bidzińskiego.
W wieku XIX Bidziny, wieś i folwark w  powiecie opatowskim, gminie Wojciechowice, parafii Bidziny, posiada kościół paraf, murowany z XVIII w.
„Słynne są tutejsze gospodarstwa z wybornego gatunku pszenicy „sandomirki”. Obszar ziemi dworskiej 1104 mórg., włościańskiej 503 mórg. W 1827 r. było tu 38 domów i 336 mieszkańców.
W roku 1885 było 57 domów i 454 mieszkańców. Parafia Bidziny dekanatu opatowskiego liczy 1624 dusz.”(opisał Bronisław Chlebowski SgKP t.I s.203)

## Zabytki
- Późnobarokowy kościół parafialny pw. Świętych Apostołów Piotra i Pawła; wybudowany w 1720 roku, na miejsce wcześniejszego, drewnianego kościoła, który uległ zniszczeniu. Wpisany do rejestru zabytków nieruchomych (nr rej: A.576 z 22.01.1957, z 21.06.1967 i z 30.03.1977)[9].
- Cmentarz parafialny pochodzący z XIX wieku (nr rej.: A.577 z 14.06.1988)[9].
- Figura św. Barbary z 1686 roku, powstała w janikowskim warsztacie kamieniarskim.
- Figura św. Jana Nepomucena z II połowy XVIII wieku.
- Figura św. Floriana z początku XIX wieku.
- Latarnia z Chrystusem Frasobliwym, zwieńczona arkadowym wykrojem; wewnątrz znajduje się ludowa rzeźba Chrystusa Frasobliwego. Latarnia powstała w XIX wieku w warsztacie janikowskim.
- Spichlerz dworski wybudowany w 1784 r., translokowany do Parku Etnograficznego Muzeum Kultury Ludowej w Kolbuszowej, wchodzi obecnie w skład założenia dworskiego (rekonstrukcja dworu z Brzezin, ul pawilonowy z Lubaczowa, planowana rozbudowa o kolejne budynki gospodarcze)[10]

## Ludzie związani z Bidzinami
- Stefan Bidziński (zm. 1704) herbu Janina – polski wojskowy, pułkownik, wojewoda sandomierski.
- Adam Antoni Artur Bieliński (ur. 18 sierpnia 1904, zm. 5 kwietnia 1988 w Londynie) – dowódca 15 Pułku Ułanów Poznańskich od 4 listopada 1944 r. do rozwiązania.
- bp Stefan Bogusław Rupniewski (1671–1731) – polski duchowny katolicki, biskup ordynariusz łucki.
- Kazimierz Rogoyski, profesor rolnictwa Uniwersytetu Jagiellońskiego i Uniwersytetu Stefana Batorego w Wilnie, urodzony w Bidzinach, zamordowany przez NKWD w Kuropatach koło Mińska w 1940 r.